# Flèche wallonne féminine 2005
Cet article concerne l'édition féminine de la Flèche wallonne. Pour la course masculine, voir Flèche wallonne 2005.
La 8e édition de la Flèche wallonne féminine a eu lieu le 20 avril 2005. Elle fait partie du calendrier de la Coupe du monde de cyclisme sur route féminine 2005. La course est remportée par la Britannique Nicole Cooke.

## Parcours
Le parcours, long de 105,5 km, comporte les six côtes suivantes :
| Num | Nom              | km    | Longueur (m) | Pente moyenne | km de l'arrivée |
| --- | ---------------- | ----- | ------------ | ------------- | --------------- |
| 1   | Côte de Pailhe   | 36,5  | 1 000        | 5,3 %         | 69              |
| 2   | Côte de Coutisse | 60    | 1 400        | 6,4 %         | 45,5            |
| 3   | Côte de Bellaire | 64,5  | 900          | 7,4 %         | 41              |
| 4   | Côte de Bohissau | 75,5  | 3 400        | 7,6 %         | 30              |
| 5   | Côte de Ahin     | 94,5  | 2 400        | 6,4 %         | 11              |
| 6   | Mur de Huy       | 105,5 | 1 100        | 11,8 %        | 0               |

## Équipes

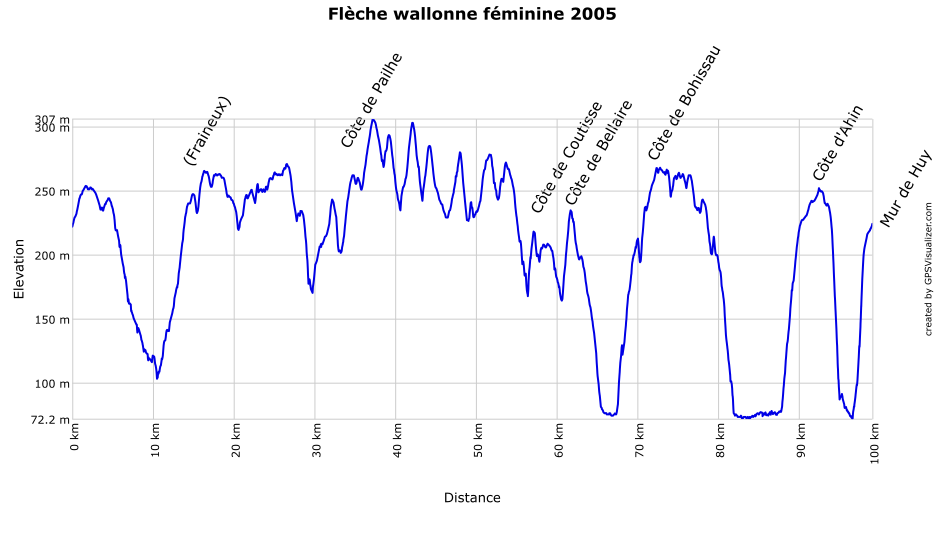
Profil de la course

| Équipes féminines professionnelles (19)- A.S. Team FRW - Bianchi Aliverti - Bigla - Bizkaia-Panda Software-Durango - Buitenpoort-Flexpoint - ELK Haus Nö - Nobili Rubinetterie-Menikini - Equipe Nürnberger Versicherung - P.M.B. Fenixs - Team Pruneaux d'Agen - S.A.T.S. - Safi-Pasta Zara Manhattan - SC Michela Fanini Record Rox - Therme Skin Care - Top Girls Fassa Bortolo Hausbrandt Caffé - Univega Pro Cycling Team - Van Bemmelen-AA Drink - Vlaanderen-Capri Sonne-T Interim - Vrienden Van Het Platteland Équipes nationales (7)- Allemagne - Australie - Espagne - Belgique - France - Russie - Suisse |
| |

## Favorites
Nicole Cooke fait figure de favorite alors qu'elle vient de remporter le Grand Prix de Dottignies. Mirjam Melchers, alors leader de la Coupe du monde, et Susanne Ljungskog, toutes deux de l'équipe Flexpoint, sont également candidates à la victoire. L'équipe Nürnberger Versicherung est également en position de force avec Oenone Wood.

## Récit de la course
Au bout de quinze kilomètre, Béatrice Thomas initie la première échappée avec Natalie Bates. Elles ne sont pas prises en chasse par le peloton. À cinquante-cinq kilomètres de l'arrivée, Anke Wichmann, Sabrina Emmasi et Katia Longhin partent en poursuite et rejoignent les coureuses de tête. Le poids des kilomètres se faisant sentir, Emmasi et Bates lâchent leur compagnons d'échappée. Tatiana Shishkova attaque dans la côte de Bellaire afin de revenir sur les deux coureuses, mais la formation Flexpoint de Mirjam Melchers décide de mener la chasse. Au pied de la côte de Bohissau, le peloton est groupé. Karin Thürig et Adrie Visser passent ensuite à l'attaque mais sont reprises dans la côte de Ahin. Un groupe d'une trentaine d'athlètes se présente donc au pied du mur de Huy. Mirjam Melchers accélère la première. Dans la partie difficile, Oenone Wood et Nicole Cooke doublent la Néerlandaise et bataillent pour la victoire. La Galloise produit une dernière accélération décisive à deux cents mètres du but. Oenone Wood est deuxième et Judith Arndt troisième.

## Classement final
| \| Classement général \| Classement général \| Classement général \| Classement général \| Classement général \| \| Coureuse \| Coureuse \| Pays \| Équipe \| Temps \| \| ------------------ \| ------------------ \| ------------------ \| ------------------------------ \| ------------------ \| \| 1re \| Nicole Cooke \| Royaume-Uni \| Safi-Pasta Zara Manhattan \| 2 h 56 min 58 s \| \| 2e \| Oenone Wood \| Australie \| Equipe Nürnberger Versicherung \| + 4 s \| \| 3e \| Judith Arndt \| Allemagne \| Equipe Nürnberger Versicherung \| + 5 s \| \| 4e \| Mirjam Melchers \| Pays-Bas \| Buitenpoort-Flexpoint \| + 10 s \| \| 5e \| Theresa Senff \| Allemagne \| Van Bemmelen-AA Drink \| + 13 s \| \| 6e \| Andrea Graus \| Autriche \| ELK Haus Nö \| + 14 s \| \| 7e \| Nicole Brändli \| Suisse \| Bigla \| + 14 s \| \| 8e \| Susanne Ljungskog \| Suède \| Buitenpoort-Flexpoint \| + 14 s \| \| 9e \| Amber Neben \| États-Unis \| Buitenpoort-Flexpoint \| + 19 s \| \| 10e \| Edita Pučinskaitė \| Lituanie \| Nobili Rubinetterie-Menikini \| + 21 s \| |                   |             |                                |                 |
| |                   |             |                                |                 |
| Source : Cycling Quotient |                   |             |                                |                 |
| Classement général |                   |             |                                |                 |
| Coureuse | Coureuse          | Pays        | Équipe                         | Temps           |
| 1re | Nicole Cooke      | Royaume-Uni | Safi-Pasta Zara Manhattan      | 2 h 56 min 58 s |
| 2e | Oenone Wood       | Australie   | Equipe Nürnberger Versicherung | + 4 s           |
| 3e | Judith Arndt      | Allemagne   | Equipe Nürnberger Versicherung | + 5 s           |
| 4e | Mirjam Melchers   | Pays-Bas    | Buitenpoort-Flexpoint          | + 10 s          |
| 5e | Theresa Senff     | Allemagne   | Van Bemmelen-AA Drink          | + 13 s          |
| 6e | Andrea Graus      | Autriche    | ELK Haus Nö                    | + 14 s          |
| 7e | Nicole Brändli    | Suisse      | Bigla                          | + 14 s          |
| 8e | Susanne Ljungskog | Suède       | Buitenpoort-Flexpoint          | + 14 s          |
| 9e | Amber Neben       | États-Unis  | Buitenpoort-Flexpoint          | + 19 s          |
| 10e | Edita Pučinskaitė | Lituanie    | Nobili Rubinetterie-Menikini   | + 21 s          |

## Liste des participantes
| France FRA | France FRA            | France FRA |
| ---------- | --------------------- | ---------- |
| Num        | Coureuse              | Pos        |
| 1          | Sonia Huguet          | 43e        |
| 2          | Alna Burato           | 108e       |
| 3          | Magalie Finot-Laivier | 83e        |
| 4          | Magali Le Floc'h      | 22e        |
| 5          | Magali Mocquery       | 94e        |
| 6          | Béatrice Thomas       | 107e       |

| Buitenpoort-Flexpoint BFL | Buitenpoort-Flexpoint BFL  | Buitenpoort-Flexpoint BFL |
| ------------------------- | -------------------------- | ------------------------- |
| Num                       | Coureuse                   | Pos                       |
| 11                        | Mirjam Melchers (NED)      | 4e                        |
| 12                        | Lada Kozlíková (CZE)       | 58e                       |
| 13                        | Susanne Ljungskog (SWE)    | 8e                        |
| 14                        | Amber Neben (USA)          | 9e                        |
| 16                        | Linda Serup (DEN)          | 60e                       |
| 19                        | Tanja Schmidt-Hennes (GER) | 81e                       |

| Equipe Nürnberger Versicherung NUR | Equipe Nürnberger Versicherung NUR | Equipe Nürnberger Versicherung NUR |
| ---------------------------------- | ---------------------------------- | ---------------------------------- |
| Num                                | Coureuse                           | Pos                                |
| 21                                 | Judith Arndt (GER) (route)         | 3e                                 |
| 22                                 | Olivia Gollan (AUS)                | 65e                                |
| 23                                 | Tina Liebig (GER)                  | 51e                                |
| 25                                 | Oenone Wood (AUS)                  | 2e                                 |
| 26                                 | Trixi Worrack (GER)                | 12e                                |
| 28                                 | Anke Wichmann (GER)                | 77e                                |

| Van Bemmelen-AA Drink BAA | Van Bemmelen-AA Drink BAA | Van Bemmelen-AA Drink BAA |
| ------------------------- | ------------------------- | ------------------------- |
| Num                       | Coureuse                  | Pos                       |
| 31                        | Suzanne de Goede (NED)    | 23e                       |
| 32                        | Katherine Bates (AUS)     | 42e                       |
| 33                        | Natalie Bates (AUS)       | 73e                       |
| 34                        | Sara Carrigan (AUS)       | 39e                       |
| 35                        | Theresa Senff (GER)       | 5e                        |
| 36                        | Adrie Visser (NED)        | 55e                       |

| Safi-Pasta Zara Manhattan SAF | Safi-Pasta Zara Manhattan SAF | Safi-Pasta Zara Manhattan SAF |
| ----------------------------- | ----------------------------- | ----------------------------- |
| Num                           | Coureuse                      | Pos                           |
| 41                            | Nicole Cooke (GBR)            | 1re                           |
| 42                            | Gunn-Rita Dahle Flesjå (NOR)  | 11e                           |
| 43                            | Giuseppina Grassi (MEX)       | 96e                           |
| 45                            | Zita Urbonaitė (LTU)          | 89e                           |
| 46                            | Anna Zugno (ITA)              | 19e                           |
| 47                            | Miyoko Karami (JPN)           | 40e                           |

| Nobili Rubinetterie-Menikini NMC | Nobili Rubinetterie-Menikini NMC | Nobili Rubinetterie-Menikini NMC |
| -------------------------------- | -------------------------------- | -------------------------------- |
| Num                              | Coureuse                         | Pos                              |
| 51                               | Joanne Kiesanowski (NZL)         | 20e                              |
| 52                               | Sigrid Corneo (ITA)              | 32e                              |
| 54                               | Edita Pučinskaitė (LTU)          | 10e                              |
| 55                               | Olga Sljussarewa (RUS)           | AB                               |
| 56                               | Modesta Vžesniauskaitė (LTU)     | 16e                              |
| 57                               | Daniela Fusar Poli (ITA)         | 76e                              |

| ELK Haus Nö CRE | ELK Haus Nö CRE        | ELK Haus Nö CRE |
| --------------- | ---------------------- | --------------- |
| Num             | Coureuse               | Pos             |
| 61              | Monica Holler (SWE)    | 63e             |
| 62              | Andrea Graus (AUT)     | 6e              |
| 63              | Christine Müller (GER) | AB              |
| 64              | Monika Schachl (AUT)   | 41e             |
| 69              | Claudia Häusler (GER)  | 49e             |

| S.A.T.S. TSA | S.A.T.S. TSA                 | S.A.T.S. TSA |
| ------------ | ---------------------------- | ------------ |
| Num          | Coureuse                     | Pos          |
| 71           | Lise Christensen             | 92e          |
| 72           | Trine Hansen                 | 13e          |
| 73           | Rachel Heal (GBR)            | 100e         |
| 74           | Sandrine Marcuz-Moreau (FRA) | 35e          |
| 75           | Meredith Miller (USA)        | 66e          |
| 76           | Dorte Lohse Rasmussen (DEN)  | 24e          |

| Bigla BCT | Bigla BCT                | Bigla BCT |
| --------- | ------------------------ | --------- |
| Num       | Coureuse                 | Pos       |
| 81        | Nicole Brändli (SUI)     | 7e        |
| 82        | Lidia Arcangeli (ITA)    | 87e       |
| 83        | Sabrina Emmasi (SUI)     | 28e       |
| 84        | Janildes Fernandes (BRA) | 82e       |

| Belgique BEL | Belgique BEL     | Belgique BEL |
| ------------ | ---------------- | ------------ |
| Num          | Coureuse         | Pos          |
| 91           | Liesbet De Vocht | 110e         |
| 92           | Sara Peeters     | 59e          |
| 93           | Kim Schoonbaert  | 90e          |
| 94           | Kelly Van Eyken  | 97e          |
| 95           | An Van Rie       | 72e          |
| 96           | Lien Verhaeghe   | AB           |

| Vlaanderen-Capri Sonne-T Interim VLL | Vlaanderen-Capri Sonne-T Interim VLL | Vlaanderen-Capri Sonne-T Interim VLL |
| ------------------------------------ | ------------------------------------ | ------------------------------------ |
| Num                                  | Coureuse                             | Pos                                  |
| 102                                  | Sofie Goor (BEL)                     | 27e                                  |
| 103                                  | Cindy Pieters (BEL)                  | 29e                                  |
| 105                                  | Evy Van Damme (BEL)                  | 47e                                  |
| 106                                  | Laure Werner (BEL)                   | 84e                                  |
| 107                                  | Emma Davies (GBR)                    | 67e                                  |
| 109                                  | Ine Wannijn (BEL)                    | 80e                                  |

| Allemagne GER | Allemagne GER    | Allemagne GER |
| ------------- | ---------------- | ------------- |
| Num           | Coureuse         | Pos           |
| 111           | Claudia Hecht    | AB            |
| 112           | Luise Keller     | 30e           |
| 113           | Bianca Knöpfle   | 46e           |
| 114           | Eva Lutz         | 62e           |
| 115           | Madeleine Sandig | 38e           |
| 116           | Claudia Stumpf   | 85e           |

| Australie AUS | Australie AUS    | Australie AUS |
| ------------- | ---------------- | ------------- |
| Num           | Coureuse         | Pos           |
| 121           | Katie Brown      | 117e          |
| 122           | Amy Gillett      | 33e           |
| 123           | Lorian Graham    | 56e           |
| 124           | Jenny MacPherson | 93e           |
| 125           | Alexis Rhodes    | 74e           |
| 127           | Emma Rickards    | 48e           |

| P.M.B. Fenixs FEN | P.M.B. Fenixs FEN              | P.M.B. Fenixs FEN |
| ----------------- | ------------------------------ | ----------------- |
| Num               | Coureuse                       | Pos               |
| 131               | Julia Martisova (RUS)          | 34e               |
| 132               | Sonia Rocca (ITA)              | AB                |
| 133               | Vanessa Saccomani (ITA)        | AB                |
| 136               | Tatiana Panina Shishkova (RUS) | 57e               |

| Espagne ESP | Espagne ESP         | Espagne ESP |
| ----------- | ------------------- | ----------- |
| Num         | Coureuse            | Pos         |
| 141         | Debora Galves Lopez | AB          |
| 143         | Auxiliadora Martin  | AB          |
| 144         | María Isabel Moreno | 106e        |
| 146         | Teodora Ruano       | 36e         |
| 147         | Arantzazu Azpiroz   | 112e        |
| 148         | Maria Cagigas       | 70e         |

| A.S. Team FRW FRW | A.S. Team FRW FRW        | A.S. Team FRW FRW |
| ----------------- | ------------------------ | ----------------- |
| Num               | Coureuse                 | Pos               |
| 151               | Fabiana Luperini (ITA)   | 15e               |
| 152               | Martina Corazza (ITA)    | 78e               |
| 154               | Marianna Lorenzoni (ITA) | 18e               |
| 155               | Kettj Manfrin (ITA)      | AB                |
| 157               | Laura Pisaneschi (ITA)   | AB                |

| Russie RUS | Russie RUS         | Russie RUS |
| ---------- | ------------------ | ---------- |
| Num        | Coureuse           | Pos        |
| 161        | Elena Kuchinskaya  | 64e        |
| 163        | Apollinaria Bakova | 114e       |
| 165        | Oxana Kostenko     | AB         |
| 166        | Irina Zemlyanskaya | 102e       |

| SC Michela Fanini Record Rox MIC | SC Michela Fanini Record Rox MIC | SC Michela Fanini Record Rox MIC |
| -------------------------------- | -------------------------------- | -------------------------------- |
| Num                              | Coureuse                         | Pos                              |
| 171                              | Maja Adamsen (DEN)               | 50e                              |
| 172                              | Kelly Campbell Rook (USA)        | 113e                             |
| 173                              | Maria Fanucci (ITA)              | AB                               |
| 175                              | Katia Longhin (ITA)              | 52e                              |
| 176                              | Małgorzata Wysocka (POL)         | 75e                              |
| 177                              | Alessandra Borchi (ITA)          | 103e                             |

| Suisse SUI | Suisse SUI        | Suisse SUI |
| ---------- | ----------------- | ---------- |
| Num        | Coureuse          | Pos        |
| 181        | Annette Beutler   | 21e        |
| 183        | Nicole Käser      | AB         |
| 184        | Bettina Kühn      | 116e       |
| 185        | Patricia Schwager | 53e        |
| 186        | Iris Zwahlen      | 115e       |

| Bizkaia-Panda Software-Durango BIZ | Bizkaia-Panda Software-Durango BIZ | Bizkaia-Panda Software-Durango BIZ |
| ---------------------------------- | ---------------------------------- | ---------------------------------- |
| Num                                | Coureuse                           | Pos                                |
| 191                                | Cristina Alcalde (ESP)             | 105e                               |
| 192                                | Agurtzane Elorriaga (ESP)          | AB                                 |
| 193                                | Iosune Murillo Elkano (ESP)        | 86e                                |
| 194                                | Gema Pascual (ESP)                 | AB                                 |

| Therme Skin Care TSC | Therme Skin Care TSC      | Therme Skin Care TSC |
| -------------------- | ------------------------- | -------------------- |
| Num                  | Coureuse                  | Pos                  |
| 202                  | Arenda Grimberg (NED)     | 71e                  |
| 203                  | Ludivine Henrion (BEL)    | 111e                 |
| 204                  | Corine Hierckens (BEL)    | AB                   |
| 205                  | Irene van den Broek (NED) | 109e                 |
| 207                  | Francis Linthorst (NED)   | 79e                  |
| 209                  | Moniek Rotmensen (NED)    | AB                   |

| Top Girls Fassa Bortolo Hausbrandt Caffé TOG | Top Girls Fassa Bortolo Hausbrandt Caffé TOG | Top Girls Fassa Bortolo Hausbrandt Caffé TOG |
| -------------------------------------------- | -------------------------------------------- | -------------------------------------------- |
| Num                                          | Coureuse                                     | Pos                                          |
| 211                                          | Tania Belvederesi (ITA)                      | 88e                                          |
| 212                                          | Sabrina Bernardi (ITA)                       | AB                                           |
| 213                                          | Anna Dal Ferro (ITA)                         | AB                                           |
| 214                                          | Tatiana Guderzo (ITA)                        | 31e                                          |
| 215                                          | Chiara Nadalutti (ITA)                       | AB                                           |
| 216                                          | Linda Visentin (ITA)                         | AB                                           |

| Univega Pro Cycling Team UPT | Univega Pro Cycling Team UPT | Univega Pro Cycling Team UPT |
| ---------------------------- | ---------------------------- | ---------------------------- |
| Num                          | Coureuse                     | Pos                          |
| 221                          | Priska Doppmann (SUI)        | 45e                          |
| 222                          | Sarah Grab (SUI)             | 26e                          |
| 223                          | Edwige Pitel (FRA)           | 17e                          |
| 225                          | Karin Thürig (SUI)           | 44e                          |
| 226                          | Sereina Trachsel (SUI)       | 91e                          |

| Vrienden van het Platteland VVP | Vrienden van het Platteland VVP | Vrienden van het Platteland VVP |
| ------------------------------- | ------------------------------- | ------------------------------- |
| Num                             | Coureuse                        | Pos                             |
| 231                             | Loes Gunnewijk (NED)            | 14e                             |
| 232                             | Iris Slappendel (NED)           | 99e                             |
| 233                             | Minke Slingerland (NED)         | 98e                             |
| 234                             | Sharon van Essen (NED)          | 101e                            |

| Team Pruneaux d'Agen LPA | Team Pruneaux d'Agen LPA        | Team Pruneaux d'Agen LPA |
| ------------------------ | ------------------------------- | ------------------------ |
| Num                      | Coureuse                        | Pos                      |
| 241                      | Élisabeth Chevanne-Brunel (FRA) | 54e                      |
| 242                      | Karine Gautard-Roussel (FRA)    | 61e                      |
| 243                      | Alexandra Le Hénaff (FRA)       | 25e                      |
| 244                      | Sylvie Riedle (FRA)             | 69e                      |
| 246                      | Élodie Touffet (FRA)            | 68e                      |
| 247                      | Tiina Nieminen (FIN)            | 104e                     |

| Bianchi Aliverti ALI | Bianchi Aliverti ALI       | Bianchi Aliverti ALI |
| -------------------- | -------------------------- | -------------------- |
| Num                  | Coureuse                   | Pos                  |
| 253                  | Indrė Janulevičiūtė (LTU)  | AB                   |
| 254                  | Svetlana Pauliukaitė (LTU) | 95e                  |
| 256                  | Luisa Tamanini (ITA)       | 37e                  |
| 257                  | Egle Cekanauskaite (LTU)   | AB                   |
| 259                  | Ramūnė Lipinskaitė (LTU)   | AB                   |

| France FRA | France FRA            | France FRA |
| ---------- | --------------------- | ---------- |
| Num        | Coureuse              | Pos        |
| 1          | Sonia Huguet          | 43e        |
| 2          | Alna Burato           | 108e       |
| 3          | Magalie Finot-Laivier | 83e        |
| 4          | Magali Le Floc'h      | 22e        |
| 5          | Magali Mocquery       | 94e        |
| 6          | Béatrice Thomas       | 107e       |

| Buitenpoort-Flexpoint BFL | Buitenpoort-Flexpoint BFL  | Buitenpoort-Flexpoint BFL |
| ------------------------- | -------------------------- | ------------------------- |
| Num                       | Coureuse                   | Pos                       |
| 11                        | Mirjam Melchers (NED)      | 4e                        |
| 12                        | Lada Kozlíková (CZE)       | 58e                       |
| 13                        | Susanne Ljungskog (SWE)    | 8e                        |
| 14                        | Amber Neben (USA)          | 9e                        |
| 16                        | Linda Serup (DEN)          | 60e                       |
| 19                        | Tanja Schmidt-Hennes (GER) | 81e                       |

| Equipe Nürnberger Versicherung NUR | Equipe Nürnberger Versicherung NUR | Equipe Nürnberger Versicherung NUR |
| ---------------------------------- | ---------------------------------- | ---------------------------------- |
| Num                                | Coureuse                           | Pos                                |
| 21                                 | Judith Arndt (GER) (route)         | 3e                                 |
| 22                                 | Olivia Gollan (AUS)                | 65e                                |
| 23                                 | Tina Liebig (GER)                  | 51e                                |
| 25                                 | Oenone Wood (AUS)                  | 2e                                 |
| 26                                 | Trixi Worrack (GER)                | 12e                                |
| 28                                 | Anke Wichmann (GER)                | 77e                                |

| Van Bemmelen-AA Drink BAA | Van Bemmelen-AA Drink BAA | Van Bemmelen-AA Drink BAA |
| ------------------------- | ------------------------- | ------------------------- |
| Num                       | Coureuse                  | Pos                       |
| 31                        | Suzanne de Goede (NED)    | 23e                       |
| 32                        | Katherine Bates (AUS)     | 42e                       |
| 33                        | Natalie Bates (AUS)       | 73e                       |
| 34                        | Sara Carrigan (AUS)       | 39e                       |
| 35                        | Theresa Senff (GER)       | 5e                        |
| 36                        | Adrie Visser (NED)        | 55e                       |

| Safi-Pasta Zara Manhattan SAF | Safi-Pasta Zara Manhattan SAF | Safi-Pasta Zara Manhattan SAF |
| ----------------------------- | ----------------------------- | ----------------------------- |
| Num                           | Coureuse                      | Pos                           |
| 41                            | Nicole Cooke (GBR)            | 1re                           |
| 42                            | Gunn-Rita Dahle Flesjå (NOR)  | 11e                           |
| 43                            | Giuseppina Grassi (MEX)       | 96e                           |
| 45                            | Zita Urbonaitė (LTU)          | 89e                           |
| 46                            | Anna Zugno (ITA)              | 19e                           |
| 47                            | Miyoko Karami (JPN)           | 40e                           |

| Nobili Rubinetterie-Menikini NMC | Nobili Rubinetterie-Menikini NMC | Nobili Rubinetterie-Menikini NMC |
| -------------------------------- | -------------------------------- | -------------------------------- |
| Num                              | Coureuse                         | Pos                              |
| 51                               | Joanne Kiesanowski (NZL)         | 20e                              |
| 52                               | Sigrid Corneo (ITA)              | 32e                              |
| 54                               | Edita Pučinskaitė (LTU)          | 10e                              |
| 55                               | Olga Sljussarewa (RUS)           | AB                               |
| 56                               | Modesta Vžesniauskaitė (LTU)     | 16e                              |
| 57                               | Daniela Fusar Poli (ITA)         | 76e                              |

| ELK Haus Nö CRE | ELK Haus Nö CRE        | ELK Haus Nö CRE |
| --------------- | ---------------------- | --------------- |
| Num             | Coureuse               | Pos             |
| 61              | Monica Holler (SWE)    | 63e             |
| 62              | Andrea Graus (AUT)     | 6e              |
| 63              | Christine Müller (GER) | AB              |
| 64              | Monika Schachl (AUT)   | 41e             |
| 69              | Claudia Häusler (GER)  | 49e             |

| S.A.T.S. TSA | S.A.T.S. TSA                 | S.A.T.S. TSA |
| ------------ | ---------------------------- | ------------ |
| Num          | Coureuse                     | Pos          |
| 71           | Lise Christensen             | 92e          |
| 72           | Trine Hansen                 | 13e          |
| 73           | Rachel Heal (GBR)            | 100e         |
| 74           | Sandrine Marcuz-Moreau (FRA) | 35e          |
| 75           | Meredith Miller (USA)        | 66e          |
| 76           | Dorte Lohse Rasmussen (DEN)  | 24e          |

| Bigla BCT | Bigla BCT                | Bigla BCT |
| --------- | ------------------------ | --------- |
| Num       | Coureuse                 | Pos       |
| 81        | Nicole Brändli (SUI)     | 7e        |
| 82        | Lidia Arcangeli (ITA)    | 87e       |
| 83        | Sabrina Emmasi (SUI)     | 28e       |
| 84        | Janildes Fernandes (BRA) | 82e       |

| Belgique BEL | Belgique BEL     | Belgique BEL |
| ------------ | ---------------- | ------------ |
| Num          | Coureuse         | Pos          |
| 91           | Liesbet De Vocht | 110e         |
| 92           | Sara Peeters     | 59e          |
| 93           | Kim Schoonbaert  | 90e          |
| 94           | Kelly Van Eyken  | 97e          |
| 95           | An Van Rie       | 72e          |
| 96           | Lien Verhaeghe   | AB           |

| Vlaanderen-Capri Sonne-T Interim VLL | Vlaanderen-Capri Sonne-T Interim VLL | Vlaanderen-Capri Sonne-T Interim VLL |
| ------------------------------------ | ------------------------------------ | ------------------------------------ |
| Num                                  | Coureuse                             | Pos                                  |
| 102                                  | Sofie Goor (BEL)                     | 27e                                  |
| 103                                  | Cindy Pieters (BEL)                  | 29e                                  |
| 105                                  | Evy Van Damme (BEL)                  | 47e                                  |
| 106                                  | Laure Werner (BEL)                   | 84e                                  |
| 107                                  | Emma Davies (GBR)                    | 67e                                  |
| 109                                  | Ine Wannijn (BEL)                    | 80e                                  |

| Allemagne GER | Allemagne GER    | Allemagne GER |
| ------------- | ---------------- | ------------- |
| Num           | Coureuse         | Pos           |
| 111           | Claudia Hecht    | AB            |
| 112           | Luise Keller     | 30e           |
| 113           | Bianca Knöpfle   | 46e           |
| 114           | Eva Lutz         | 62e           |
| 115           | Madeleine Sandig | 38e           |
| 116           | Claudia Stumpf   | 85e           |

| Australie AUS | Australie AUS    | Australie AUS |
| ------------- | ---------------- | ------------- |
| Num           | Coureuse         | Pos           |
| 121           | Katie Brown      | 117e          |
| 122           | Amy Gillett      | 33e           |
| 123           | Lorian Graham    | 56e           |
| 124           | Jenny MacPherson | 93e           |
| 125           | Alexis Rhodes    | 74e           |
| 127           | Emma Rickards    | 48e           |

| P.M.B. Fenixs FEN | P.M.B. Fenixs FEN              | P.M.B. Fenixs FEN |
| ----------------- | ------------------------------ | ----------------- |
| Num               | Coureuse                       | Pos               |
| 131               | Julia Martisova (RUS)          | 34e               |
| 132               | Sonia Rocca (ITA)              | AB                |
| 133               | Vanessa Saccomani (ITA)        | AB                |
| 136               | Tatiana Panina Shishkova (RUS) | 57e               |

| Espagne ESP | Espagne ESP         | Espagne ESP |
| ----------- | ------------------- | ----------- |
| Num         | Coureuse            | Pos         |
| 141         | Debora Galves Lopez | AB          |
| 143         | Auxiliadora Martin  | AB          |
| 144         | María Isabel Moreno | 106e        |
| 146         | Teodora Ruano       | 36e         |
| 147         | Arantzazu Azpiroz   | 112e        |
| 148         | Maria Cagigas       | 70e         |

| A.S. Team FRW FRW | A.S. Team FRW FRW        | A.S. Team FRW FRW |
| ----------------- | ------------------------ | ----------------- |
| Num               | Coureuse                 | Pos               |
| 151               | Fabiana Luperini (ITA)   | 15e               |
| 152               | Martina Corazza (ITA)    | 78e               |
| 154               | Marianna Lorenzoni (ITA) | 18e               |
| 155               | Kettj Manfrin (ITA)      | AB                |
| 157               | Laura Pisaneschi (ITA)   | AB                |

| Russie RUS | Russie RUS         | Russie RUS |
| ---------- | ------------------ | ---------- |
| Num        | Coureuse           | Pos        |
| 161        | Elena Kuchinskaya  | 64e        |
| 163        | Apollinaria Bakova | 114e       |
| 165        | Oxana Kostenko     | AB         |
| 166        | Irina Zemlyanskaya | 102e       |

| SC Michela Fanini Record Rox MIC | SC Michela Fanini Record Rox MIC | SC Michela Fanini Record Rox MIC |
| -------------------------------- | -------------------------------- | -------------------------------- |
| Num                              | Coureuse                         | Pos                              |
| 171                              | Maja Adamsen (DEN)               | 50e                              |
| 172                              | Kelly Campbell Rook (USA)        | 113e                             |
| 173                              | Maria Fanucci (ITA)              | AB                               |
| 175                              | Katia Longhin (ITA)              | 52e                              |
| 176                              | Małgorzata Wysocka (POL)         | 75e                              |
| 177                              | Alessandra Borchi (ITA)          | 103e                             |

| Suisse SUI | Suisse SUI        | Suisse SUI |
| ---------- | ----------------- | ---------- |
| Num        | Coureuse          | Pos        |
| 181        | Annette Beutler   | 21e        |
| 183        | Nicole Käser      | AB         |
| 184        | Bettina Kühn      | 116e       |
| 185        | Patricia Schwager | 53e        |
| 186        | Iris Zwahlen      | 115e       |

| Bizkaia-Panda Software-Durango BIZ | Bizkaia-Panda Software-Durango BIZ | Bizkaia-Panda Software-Durango BIZ |
| ---------------------------------- | ---------------------------------- | ---------------------------------- |
| Num                                | Coureuse                           | Pos                                |
| 191                                | Cristina Alcalde (ESP)             | 105e                               |
| 192                                | Agurtzane Elorriaga (ESP)          | AB                                 |
| 193                                | Iosune Murillo Elkano (ESP)        | 86e                                |
| 194                                | Gema Pascual (ESP)                 | AB                                 |

| Therme Skin Care TSC | Therme Skin Care TSC      | Therme Skin Care TSC |
| -------------------- | ------------------------- | -------------------- |
| Num                  | Coureuse                  | Pos                  |
| 202                  | Arenda Grimberg (NED)     | 71e                  |
| 203                  | Ludivine Henrion (BEL)    | 111e                 |
| 204                  | Corine Hierckens (BEL)    | AB                   |
| 205                  | Irene van den Broek (NED) | 109e                 |
| 207                  | Francis Linthorst (NED)   | 79e                  |
| 209                  | Moniek Rotmensen (NED)    | AB                   |

| Top Girls Fassa Bortolo Hausbrandt Caffé TOG | Top Girls Fassa Bortolo Hausbrandt Caffé TOG | Top Girls Fassa Bortolo Hausbrandt Caffé TOG |
| -------------------------------------------- | -------------------------------------------- | -------------------------------------------- |
| Num                                          | Coureuse                                     | Pos                                          |
| 211                                          | Tania Belvederesi (ITA)                      | 88e                                          |
| 212                                          | Sabrina Bernardi (ITA)                       | AB                                           |
| 213                                          | Anna Dal Ferro (ITA)                         | AB                                           |
| 214                                          | Tatiana Guderzo (ITA)                        | 31e                                          |
| 215                                          | Chiara Nadalutti (ITA)                       | AB                                           |
| 216                                          | Linda Visentin (ITA)                         | AB                                           |

| Univega Pro Cycling Team UPT | Univega Pro Cycling Team UPT | Univega Pro Cycling Team UPT |
| ---------------------------- | ---------------------------- | ---------------------------- |
| Num                          | Coureuse                     | Pos                          |
| 221                          | Priska Doppmann (SUI)        | 45e                          |
| 222                          | Sarah Grab (SUI)             | 26e                          |
| 223                          | Edwige Pitel (FRA)           | 17e                          |
| 225                          | Karin Thürig (SUI)           | 44e                          |
| 226                          | Sereina Trachsel (SUI)       | 91e                          |

| Vrienden van het Platteland VVP | Vrienden van het Platteland VVP | Vrienden van het Platteland VVP |
| ------------------------------- | ------------------------------- | ------------------------------- |
| Num                             | Coureuse                        | Pos                             |
| 231                             | Loes Gunnewijk (NED)            | 14e                             |
| 232                             | Iris Slappendel (NED)           | 99e                             |
| 233                             | Minke Slingerland (NED)         | 98e                             |
| 234                             | Sharon van Essen (NED)          | 101e                            |

| Team Pruneaux d'Agen LPA | Team Pruneaux d'Agen LPA        | Team Pruneaux d'Agen LPA |
| ------------------------ | ------------------------------- | ------------------------ |
| Num                      | Coureuse                        | Pos                      |
| 241                      | Élisabeth Chevanne-Brunel (FRA) | 54e                      |
| 242                      | Karine Gautard-Roussel (FRA)    | 61e                      |
| 243                      | Alexandra Le Hénaff (FRA)       | 25e                      |
| 244                      | Sylvie Riedle (FRA)             | 69e                      |
| 246                      | Élodie Touffet (FRA)            | 68e                      |
| 247                      | Tiina Nieminen (FIN)            | 104e                     |

| Bianchi Aliverti ALI | Bianchi Aliverti ALI       | Bianchi Aliverti ALI |
| -------------------- | -------------------------- | -------------------- |
| Num                  | Coureuse                   | Pos                  |
| 253                  | Indrė Janulevičiūtė (LTU)  | AB                   |
| 254                  | Svetlana Pauliukaitė (LTU) | 95e                  |
| 256                  | Luisa Tamanini (ITA)       | 37e                  |
| 257                  | Egle Cekanauskaite (LTU)   | AB                   |
| 259                  | Ramūnė Lipinskaitė (LTU)   | AB                   |

Source.